# 1906 dans les parcs de loisirs
| Années des parcs de loisirs : 1903 - 1904 - 1905 - 1906 - 1907 - 1908 - 1909    |
| Décennies des parcs de loisirs : 1870 - 1880 - 1890 - 1900 - 1910 - 1920 - 1930 |

## Les parcs d'attractions

### Ouverture
- Electric Park (en) à Detroit ( États-Unis)
- Electric Park à Hancock ( États-Unis)
- Parc Dominion ( Canada)
- Wonderland City (en) ( Australie)

## Les attractions

### Autres attractions
| Nom      | Type/Modèle | Constructeur | Parc      | Pays    |
| -------- | ----------- | ------------ | --------- | ------- |
| Körhinta | Carrousel   |              | Vidámpark | Hongrie |

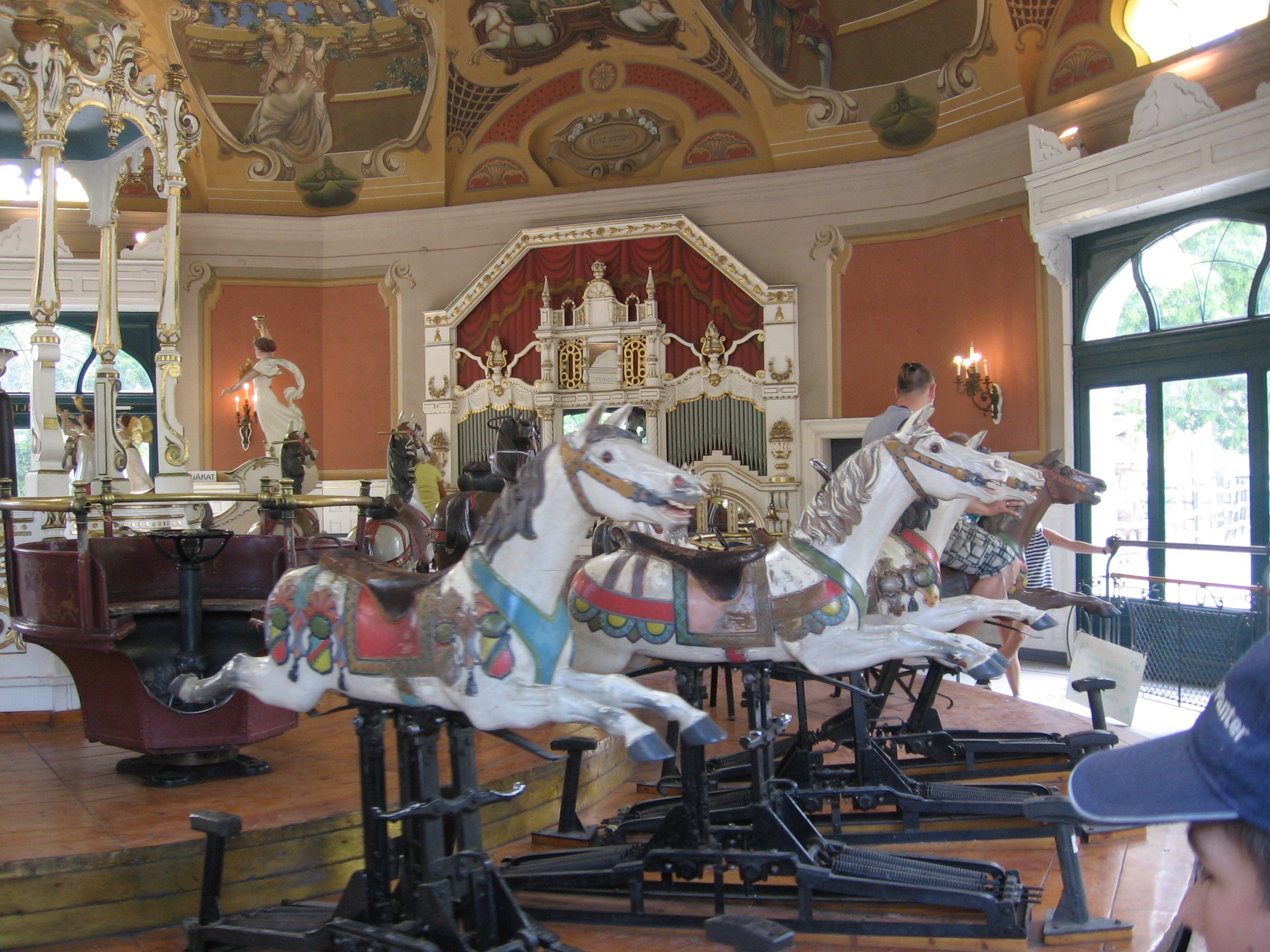
Körhinta à Vidámpark